# Pogonomys
Pogonomys là một chi động vật có vú trong họ Muridae, bộ Gặm nhấm. Chi này được Milne-Edwards miêu tả năm 1877. Loài điển hình của chi này là Mus (Pogonomys) macrourus Milne-Edwards, 1877.

## Các loài
Chi này gồm các loài: